# Exochus flavifrons
Exochus flavifrons är en stekelart som beskrevs av Karl Henrik Boheman 1863. Exochus flavifrons ingår i släktet Exochus och familjen brokparasitsteklar. Arten är reproducerande i Sverige. Inga underarter finns listade i Catalogue of Life.